# ハインリヒ4世 (ルクセンブルク伯)
ハインリヒ4世（Heinrich IV., 1112年頃 - 1196年8月14日）は、ルクセンブルク伯（在位：1136年 - 1196年）、ナミュール伯（アンリ1世、在位：1139年 - 1189年）。ナミュール伯ジョフロワ1世とルクセンブルク伯コンラート1世の娘エルメジンデとの間の息子。盲目伯（der Blinde）といわれる。

## 生涯
ハインリヒは従兄弟のデュルビュイ伯アンリ2世およびラ・ロッシュ伯アンリより、デュルビュイ伯領およびラ・ロッシュ伯領を相続した。1136年には母方の従兄弟ルクセンブルク伯コンラート2世が死去したが、皇帝はルクセンブルク伯領がフランスのグランプレ伯の手に渡らないようにするため、ハインリヒにルクセンブルク伯位を与えた。さらに3年後、父の死去によりナミュール伯位も相続した。1141年、ブイヨンをバル伯ルノー1世から取り戻すためリエージュ司教アルベロン2世を支援した。
ルクセンブルク伯領の相続に付随して、ハインリヒはトリーアの聖マクシミン修道院およびエヒタナハの聖ウィリブロルド修道院の代弁人（Advocatus）の座も獲得した。しかしこれにより、歴代ルクセンブルク伯同様に、トリーア大司教との確執を抱えることとなった。1147年、ハインリヒは聖マクシミン修道院の権利を手放したが、大司教アダルベロンの死後、再び取り戻した。最終的に、1155年、新しく大司教となったヒリンがグレーヴェンマハと修道院の権利を交換した。
1152年、ハインリヒはディナンのノートルダム・ド・レフ修道院を創設し、そこにプレモンレの律修司祭を置いた。
1157年、フランドル伯ティエリー・ダルザスの娘ローレット（1175年没）と結婚したが、1163年に離婚した。子供がいなかったため、ハインリヒは妹アリックスと結婚したエノー伯ボードゥアン4世を後継者に指名し、ボードゥアン4世が1171年に死去した後は、甥のボードゥアン5世を後継者とした。これにより、1170年および1172年にリンブルフ公ハインリヒ3世との間で争いが勃発した。
ハインリヒは1169年にゲルデルン伯ハインリヒの娘アグネスと再婚した。4年後の1173年、ハインリヒはアグネスを父親の元に返し、別居生活が続いた。1182年、ハインリヒは病のため失明したが、その後アグネスと復縁し、1186年に娘エルメジンデが生まれた。ハインリヒはこの娘に相続させるため、ボードゥアン5世との取り決めを解消しようと考えるようになった。76歳となったハインリヒは娘の婚約者としてシャンパーニュ伯アンリ2世を選んだ。
ボードゥアン5世はこれに納得せず、皇帝フリードリヒ1世に訴え、最終的に次のように取り決められた。
- ボードゥアン5世がナミュール伯領を継承
- エルメジンデはデュルビュイ伯領およびラ・ロッシュ伯領を継承
- 男子相続の領地であるルクセンブルク伯領は（男子継承者がない場合帝国に戻され）、皇帝フリードリヒ1世の子ブルゴーニュ伯オトン1世に与える

シャンパーニュ伯アンリ2世はエルメジンデとの婚約を解消し、エルメジンデはバル伯ティボー1世と結婚した。
ハインリヒとリンブルフ公ハインリヒ3世との間で再び争いが起こり、1194年8月1日、ノヴィル＝シュル＝メエーニュで敗北を喫した。
ハインリヒは1196年エヒタナハで死去し、ルクセンブルク伯位は一旦ブルゴーニュ伯オトン1世に与えられたが、翌1197年に娘エルメジンデがルクセンブルク女伯となった。